# Architecture éclectique occidentalo-japonaise
l'architecture éclectique occidentalo-japonaise (和洋折衷建築, Wayō Se'chū Kenchiku) désigne le style architectural relevant de l'éclectisme qui voit au Japon des constructions relevant de l'architecture traditionnelle locale intégrer des éléments inspirés de l'architecture occidentale.
Ce courant voit le jour à Yokohama pendant la période du Bakumatsu, la dernière décennie de la l'époque d'Edo lors de laquelle des étrangers commencent à pouvoir commercer avec le Japon et y font construire des bâtiments.
Cette tendance va évoluer vers une copie plus poussée de l'architecture occidentale, soit en copiant sa forme en conservant les méthodes de constructions japonaises dans le cas du Giyōfū, soit en adoptant les méthodes de constructions occidentales, évolution permise par le transfert de savoir-faire (des étudiants japonais revenant d'Europe, et des conseillers étrangers formant localement les architectes japonais.

Le Osamu Dazai Memorial Museum construit en 1907 intègre plusieurs éléments d'architecture européenne au sein d'un bâtiment japonais
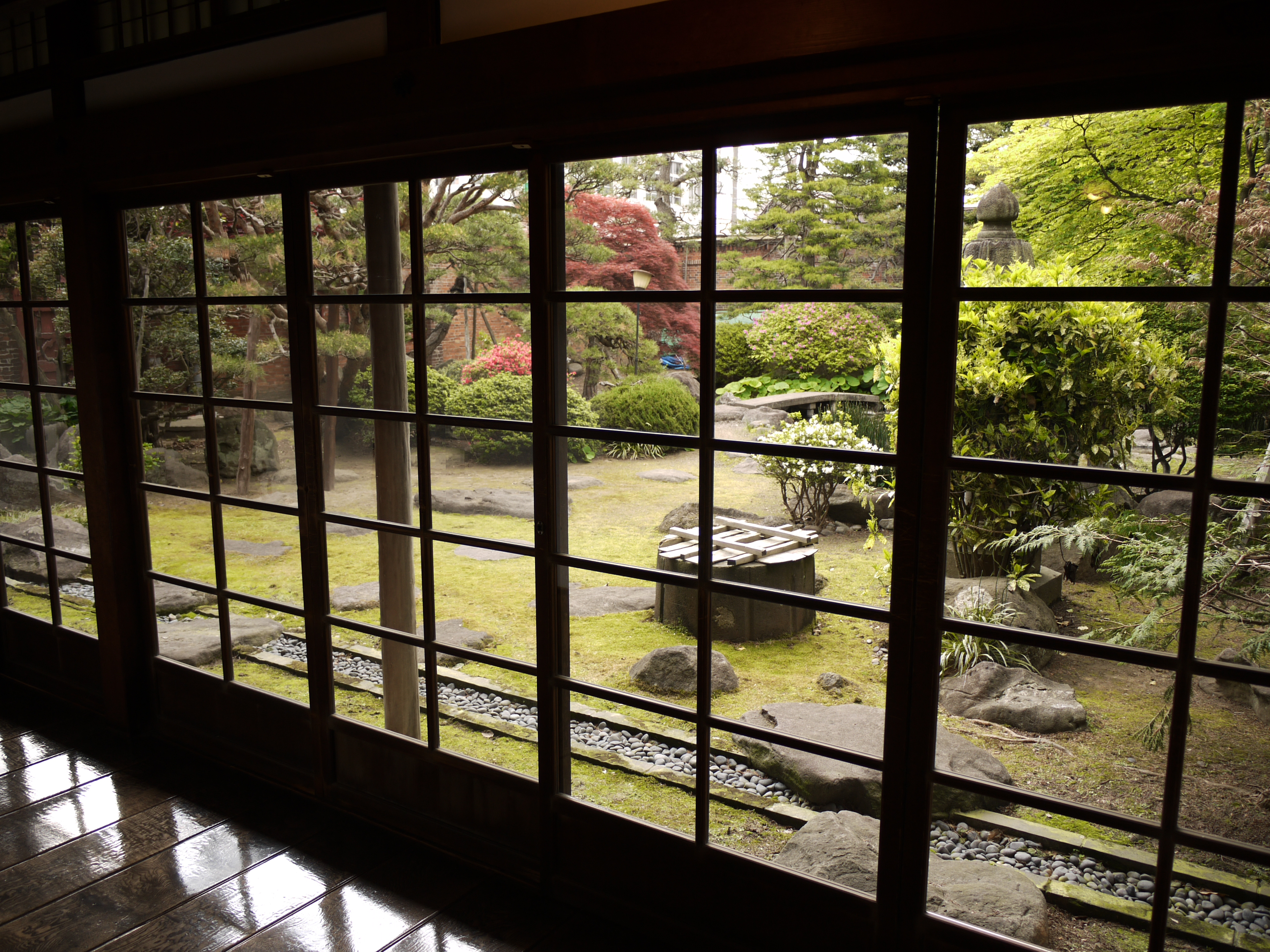
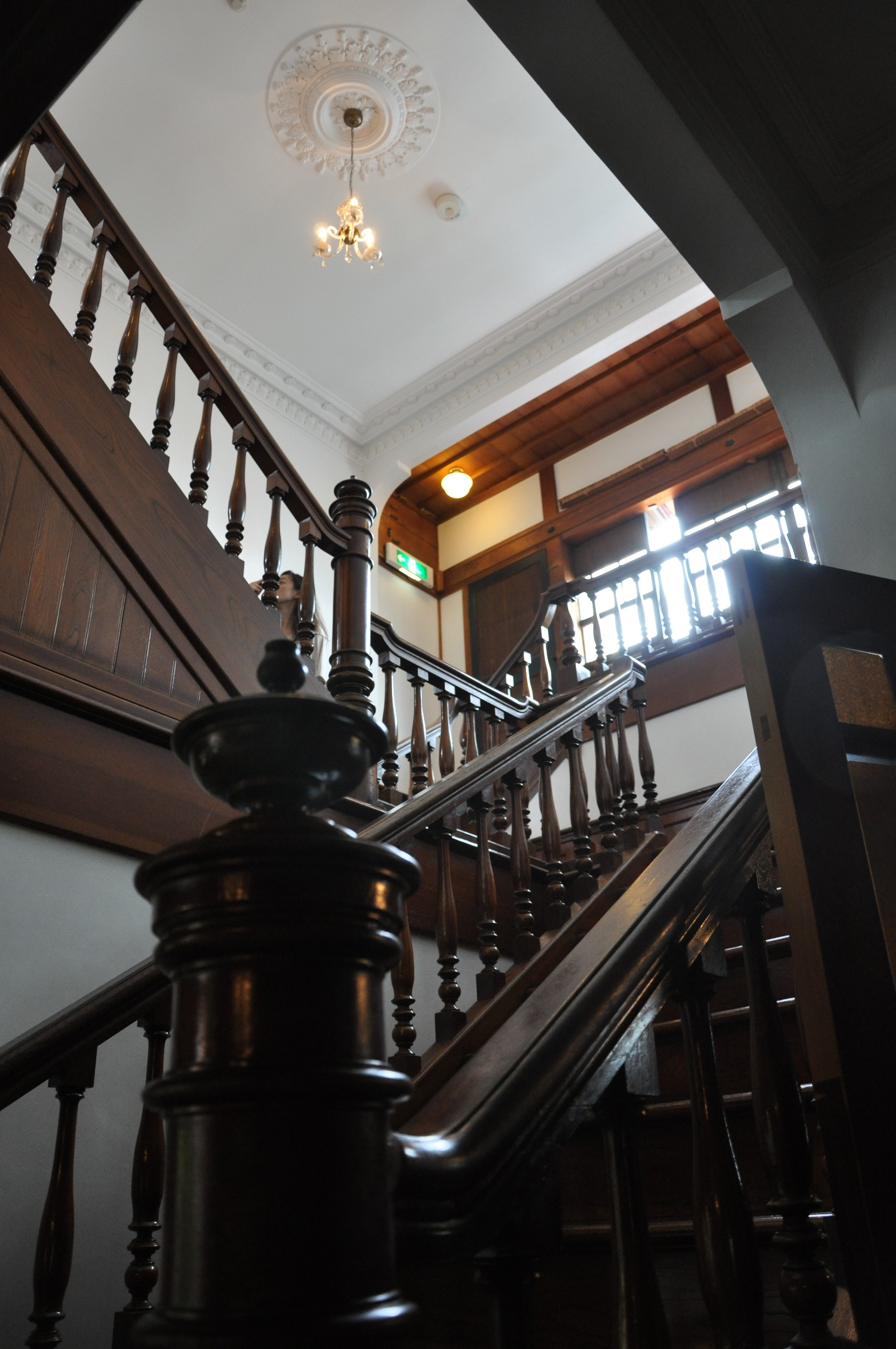
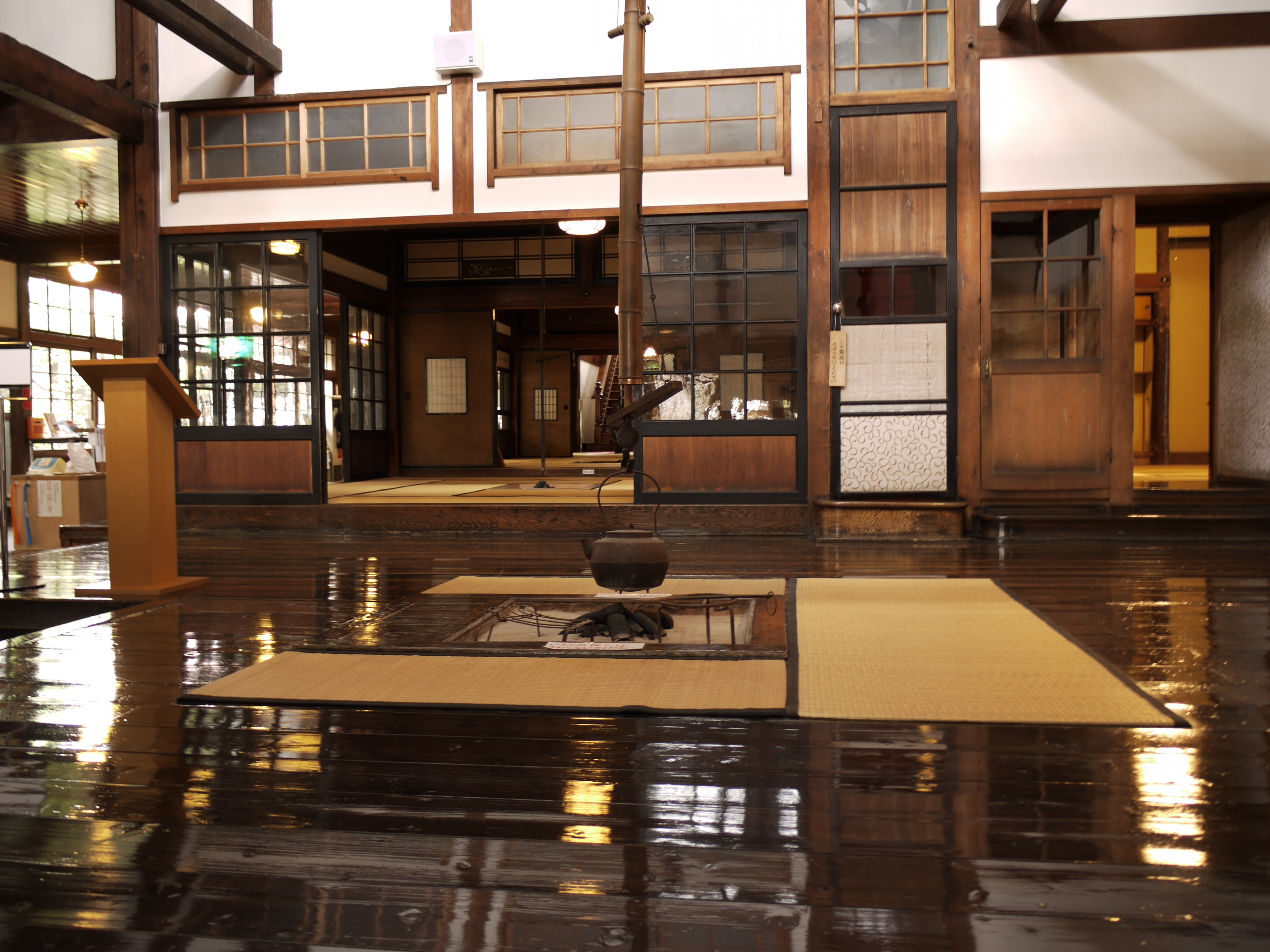
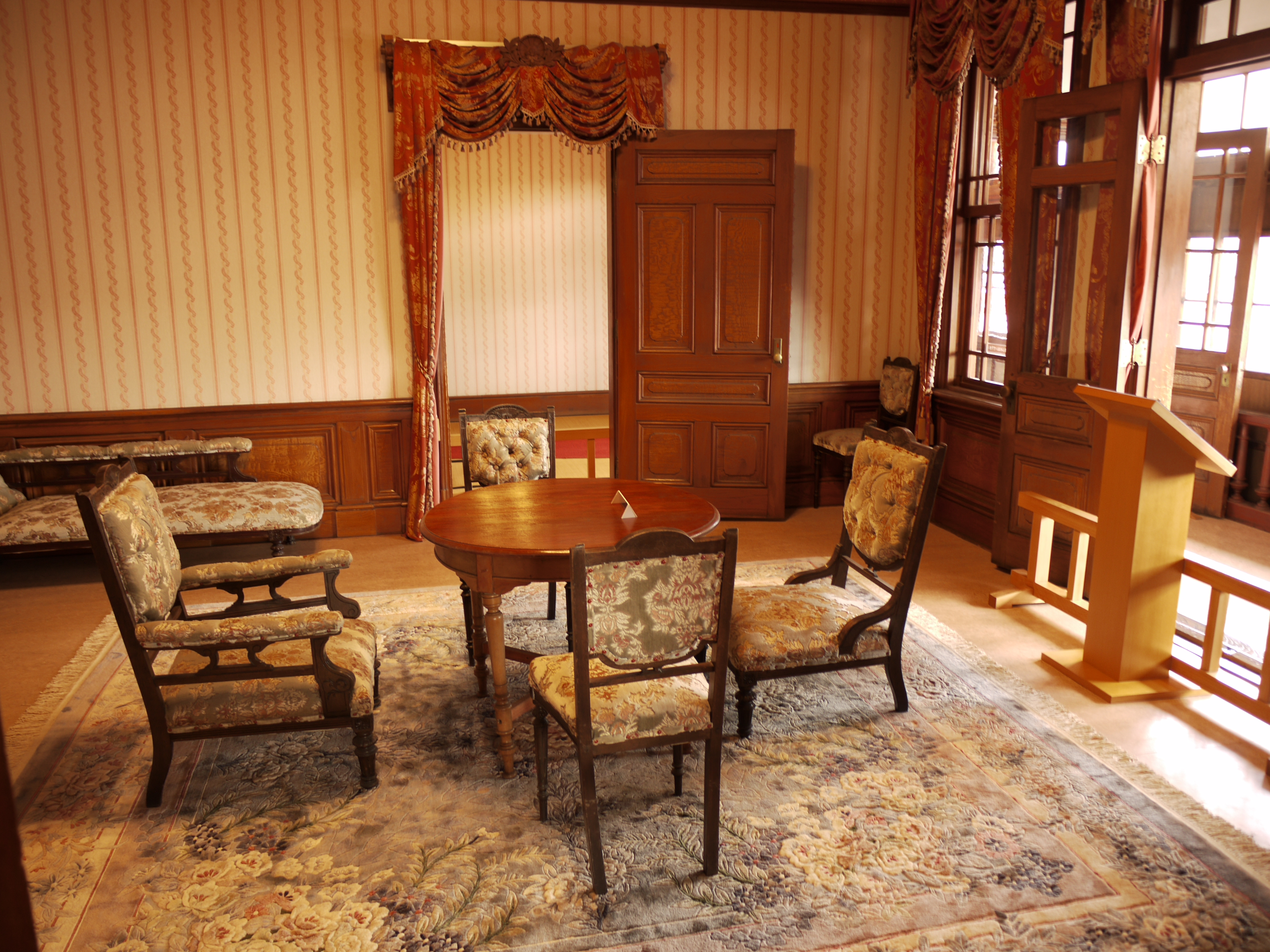

- Le Osamu Dazai Memorial Museum (en) construit en 1907 intègre plusieurs éléments d'architecture européenne au sein d'un bâtiment japonais

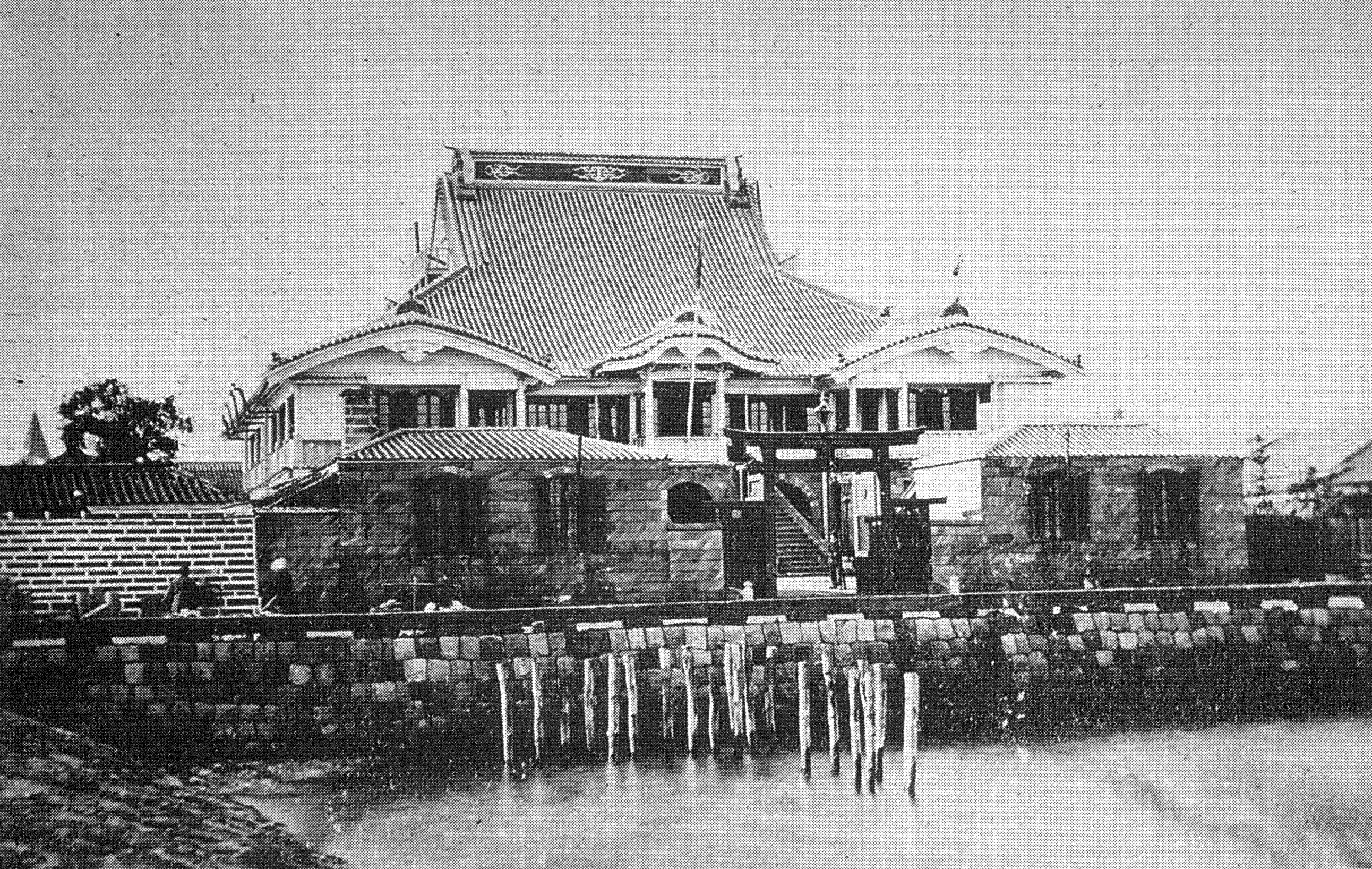
Hopital naval français construit à Yokohama en 1865.
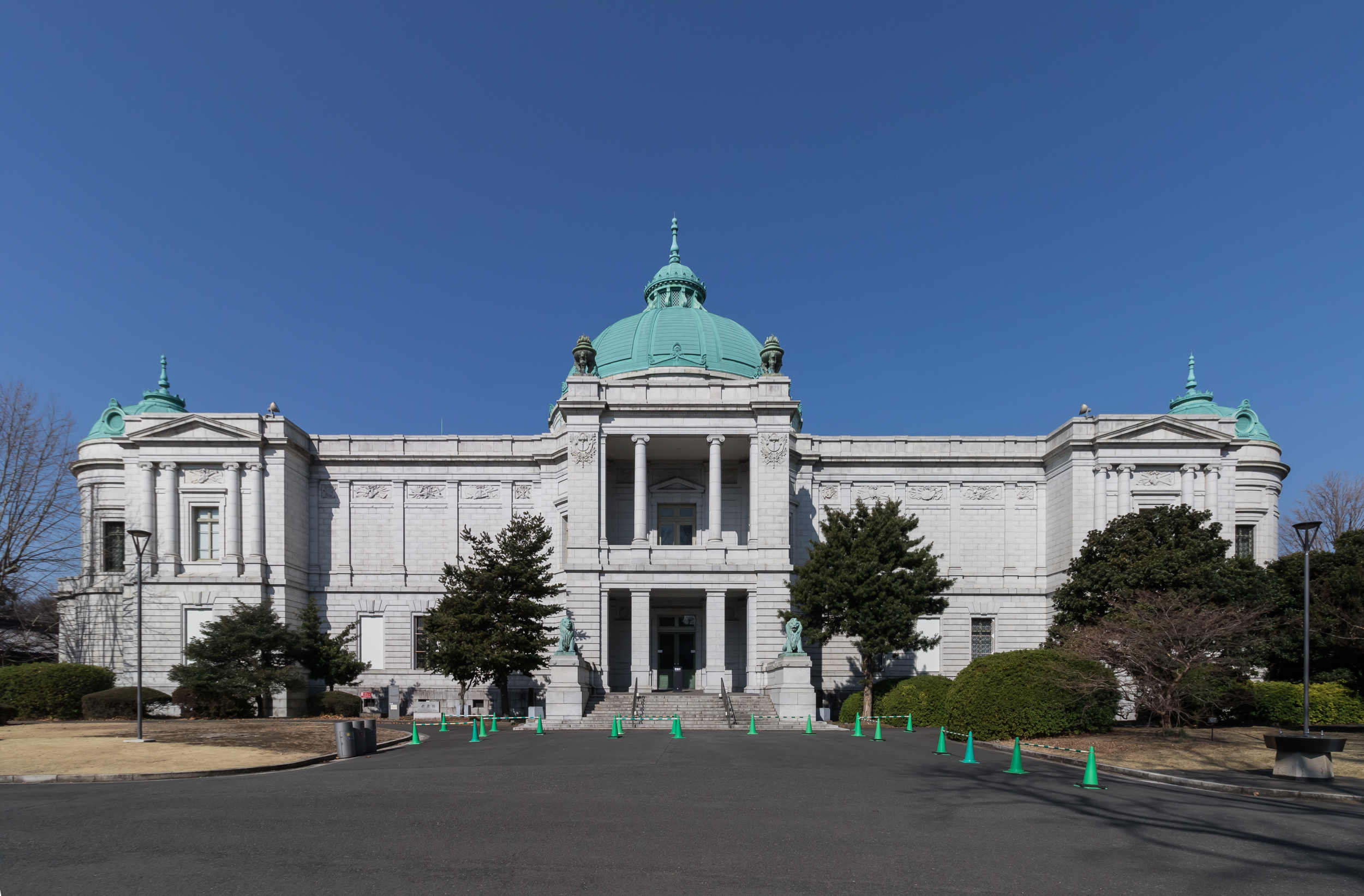
musée national de Tokyo construit en 1909.
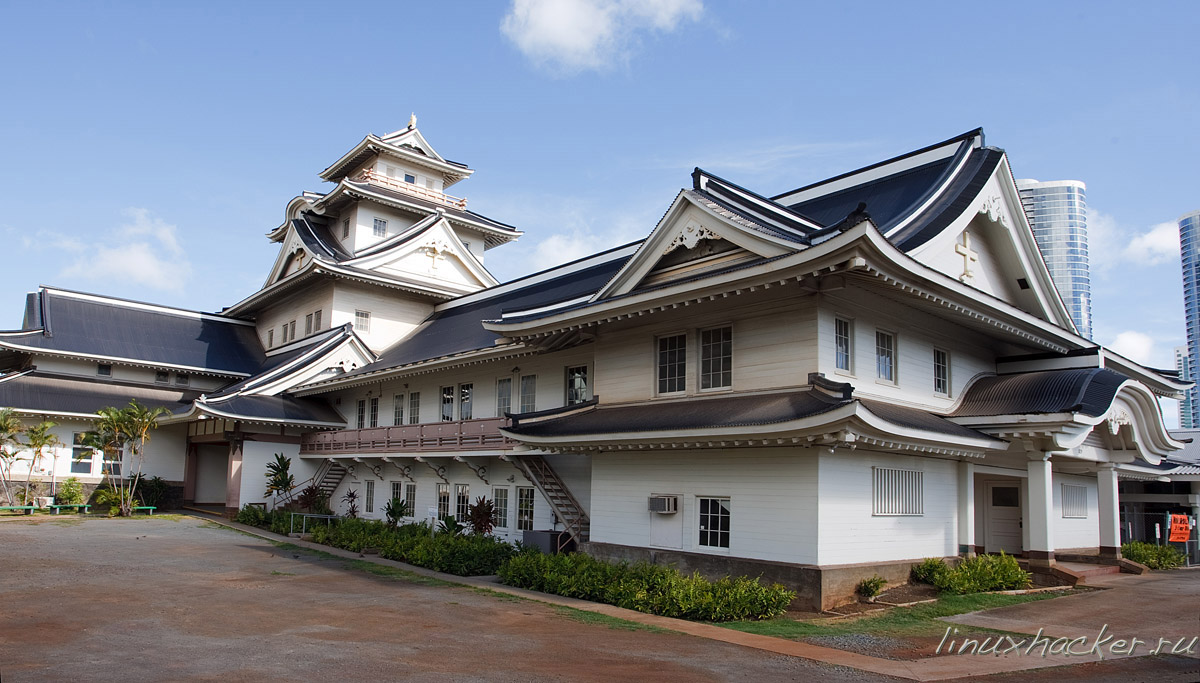
église Makiki construite à Hawaii en 1934.